# Malcolm X (film)
Malcolm X är en biografisk film från 1992 som handlar om den afroamerikanske nationalisten Malcolm X. 

## Om filmen
Malcolm X regisserades av Spike Lee. Filmen är baserad på Malcolm X självbiografi som han skrev tillsammans med Alex Haley. Denzel Washington nominerades till en Oscar för bästa manliga huvudroll för sin roll som Malcolm X i filmen.

## Rollista (urval)
- Denzel Washington – Malcolm X
- Angela Bassett – Dr. Betty Shabazz
- Albert Hall – Baines
- Al Freeman Jr. – Elijah Muhammad
- Delroy Lindo – West Indian Archie
- Spike Lee – Shorty
- Theresa Randle – Laura
- Kate Vernon – Sophia
- Matt Dillon – DJ vid Harlem 'Y' Dance
- Christopher Plummer – Chaplain Gill
- William Fichtner – polis